# Owocożer mariański
Owocożer mariański (Ptilinopus roseicapilla) – gatunek ptaka z podrodziny treronów w rodzinie gołębiowatych (Columbidae). Występuje endemicznie na Marianach Północnych (do niedawna także na wyspie Guam). Jest bliski zagrożenia. Nie wyróżnia się podgatunków.

## Morfologia
Długość ciała samca: 23,5–24 cm, samicy: ok. 22 cm. Skrzydło samca: 12,3–12,6 cm, samicy: 12,6 cm. Ogon: 6,7–7,9 cm. Dziób: 1,3 cm. Skok: 2,1–2,2 cm. Masa ciała: 92 g.
Czubek głowy o barwie fioletowo-różowej, reszta głowy i pierś srebrnoszare. Górne partie ciała zielonkawe, brzuch i pokrywy podogonowe rdzawopomarańczowe. Woskówka częściowo pokryta piórami. Okolica łopatkowa, pokrywy średnie drugiego rzędu i górna część grzbietu ciemnooliwkowe. Kark i szyja oliwkowe z odcieniem szarości. Pióra na szyi mocno rozwidlające się, o zielonej barwie, z szerokimi, szarymi brzegami. Dolna część piersi z ciemnoniebieską plamką na środku. Tylne barkówki z niebieskimi środkami, pokrywy skrzydłowe zielononiebieskie, z oliwkowymi lub matowożółtymi końcówkami. Lotki trzeciego rzędu ciemne, z delikatnym niebieskim połyskiem, krótsze pióra zakończone szeroką oliwkową obwódką, dłuższe węższym cytrynowym brzegiem. Lotki pierwszego i drugiego rzędu prawie czarne, z ciemnozielonymi końcówkami i dobrze widocznymi, bladożółtymi frędzelkami. Spodnia część skrzydła ciemnopopielata z jasnymi, oliwkowymi brzegami. Dziób ciemnozielony, nogi ciemnoczerwone i opierzone na żółtawo mniej więcej do połowy długości. Brak wyraźnego dymorfizmu płciowego, ale samica owocożera mariańskiego zazwyczaj jest bardziej płowa.
Młode osobniki są prawie w całości zielone, fioletowa łatka widoczna tylko na czole lub wcale. Pokrywy skrzydłowe, lotki drugo- i trzeciorzędowe z bardziej widocznymi żółtymi zakończeniami.

## Występowanie

### Zasięg występowania
Cztery wyspy Marianów Północnych: Saipan, Tinian, Rota i Aguijan. Do niedawna występował także na Guamie, gdzie wyginął; obecnie zalatują tam co kilka lat pojedyncze osobniki, prawdopodobnie z wyspy Rota.

### Środowisko
Tereny leśne, zakrzewienia; na Guamie zamieszkiwał także namorzyny.

## Tryb życia i zachowanie
Na ogół nie tworzy spójnych stad, spotykane są pojedynczo lub w parach. Większe grupy tych ptaków można spotkać na owocujących drzewach. Raczej unika siedzib ludzkich i w przypadku podejrzenia, że może zostać zauważony, zamiera w bezruchu. Staje się jeszcze bardziej ostrożny na terenach, gdzie jest gatunkiem odławianym, jednak stosunkowo łatwo można się do niego zbliżyć, gdy poszukuje pożywienia na ziemi w dużej grupie. Często zauważany podczas lotu niewiele powyżej szczytów drzew.
Głos: rozwlekłe, przenikliwe, zawodzące cooo, cooo, cooo, cooo-cut-cucucucucu-coo-coo-coo-coo-coo-coo-coo. Opisywany jako wznoszący się i opadający w tonacji oraz głośności.

## Pożywienie
Spożywa przede wszystkim owoce, m.in. następujących rodzajów i gatunków: Triphasia, Guettarda, Scaevola, Ficus, Cestrum i Premna obtusifolia oraz Momordica charantia. Poszukuje pożywienia w zakrzewieniach lub na ziemi.

## Rozród
Owocożer mariański na Guamie prawdopodobnie rozmnażał się przez cały rok, ale nie odnotowano wyprowadzania lęgu w grudniu i lutym. Gniazdo to płaska, nieskomplikowana platforma umiejscowiona od jednego do siedmiu metrów nad ziemią. Samica znosi jedno białe jajo.

## Status
Międzynarodowa Unia Ochrony Przyrody (IUCN) od 2022 roku uznaje owocożera mariańskiego za gatunek bliski zagrożenia (NT – Near Treatened), wcześniej, od 2004 miał on status gatunku zagrożonego (EN – Endangered), a od 1994 – gatunku bliskiego zagrożenia (NT – Near Threatened). Liczebność populacji szacuje się na 7,5–12,5 tysięcy dorosłych osobników. Trend liczebności populacji uznaje się za spadkowy. Głównym zagrożeniem dla tego gatunku jest introdukowany wąż mangrowiec brunatny (Boiga irregularis); przyczynił się on już do wyginięcia owocożerów mariańskich na Guamie, a stwierdzony też został na trzech z czterech obecnie zamieszkiwanych przez te ptaki wysp.